# Campeonato Mato-Grossense de Futebol - Segunda Divisão
O Campeonato Mato-Grossense de Futebol da Segunda Divisão  é a divisão de acesso ao Campeonato Mato-Grossense de Futebol.[carece de fontes?] Era disputado alternadamente em função dos interesses dos clubes. Agora, a partir de 2007, está realizando uma tentativa de se enquadrar ao Estatuto do Torcedor para ser disputado de forma continua. Nesta edição, contou com 4 campeões estaduais: Cacerense, Mixto, Cuiabá e Operário CEOV. O Cacerense, devido mau-desempenho no Estadual de 2009, foi rebaixado, assim como o Mixto, por conta de uma decisão judicial envolvendo jogadores escalados de forma irregular. A equipe do Cuiabá retornou nesse ano após estar licenciado de todas as competições, e o Operário surgiu de uma iniciativa de dirigentes várzea-grandenses de ressuscitar o antigo Clube Esportivo Operário Várzea-Grandense, que foi sucedido pelo Operário Futebol Clube, ainda hoje integrante da 1ª Divisão do Campeonato Matogrossense..
- A questão do Operário é interessante, já que a cidade de Várzea Grande passou a ter dois Operários, com a mesma camisa e o mesmo escudo. O Operário FC já está na Primeira Divisão, enquanto o CEOV tentou o acesso.
- O Dom Bosco, clube mais antigo em atividade do estado, ficou 7 anos sem disputar nenhum campeonato. Em 2014, retornou para ser campeão e com isso, o acesso.

## Títulos
| Campeonato Mato-Grossense de Futebol - Segunda Divisão | Campeonato Mato-Grossense de Futebol - Segunda Divisão | Campeonato Mato-Grossense de Futebol - Segunda Divisão | Campeonato Mato-Grossense de Futebol - Segunda Divisão |
| Ano                                                    | Campeão                                                | Vice-Campeão                                           |                                                        |
| 1987                                                   | EC Tubarão                                             | Grêmio Jaciara                                         |                                                        |
| 1988                                                   | Sinop                                                  | Internacional                                          |                                                        |
| 1989                                                   | Vila Aurora                                            | União Garimpeira                                       |                                                        |
| 1990                                                   | Juventude                                              | Presidente                                             |                                                        |
| 1991                                                   | Alta Floresta                                          | Sorriso                                                |                                                        |
| ------------------------------------------------------ | ------------------------------------------------------ | ------------------------------------------------------ | ------------------------------------------------------ |
| 1992 a 2007                                            | não realizado                                          | não realizado                                          | não realizado                                          |
| 2008                                                   | Palmeiras                                              | Cáceres                                                |                                                        |
| 2009                                                   | Mixto                                                  | Cuiabá                                                 |                                                        |
| 2010                                                   | Nova Xavantina                                         | Rondonópolis                                           |                                                        |
| 2011                                                   | Atlético Campoverdense                                 | Palmeiras                                              |                                                        |
| 2012                                                   | Sinop                                                  | Cacerense                                              |                                                        |
| 2013                                                   | Sorriso                                                | CEOV                                                   |                                                        |
| 2014                                                   | Dom Bosco                                              | Poconé                                                 |                                                        |
| 2015                                                   | Operário FC                                            | Araguaia                                               |                                                        |
| 2016 e 2017                                            | não realizado                                          | não realizado                                          | não realizado                                          |
| 2018                                                   | Operário FC                                            | Juara                                                  |                                                        |
| 2019                                                   | Nova Mutum                                             | Poconé                                                 |                                                        |
| 2020                                                   | Ação                                                   | Grêmio Sorriso                                         |                                                        |
| 2021                                                   | Sport Sinop                                            | Academia                                               |                                                        |
| 2022                                                   | Mixto                                                  | Cacerense                                              |                                                        |
| 2023                                                   | Primavera                                              | Araguaia                                               |                                                        |
| 2024                                                   | Cáceres                                                | Sport Sinop                                            |                                                        |
| 2025                                                   | Chapada                                                | Operário FC                                            |                                                        |

## Títulos por equipe
| Clube            | Campeão | Anos dos Títulos | Vice | Anos dos Vice-Campeonatos |
| ---------------- | ------- | ---------------- | ---- | ------------------------- |
| Operário FC      | 2       | 2015 e 2018      | 1    | 2025                      |
| Sinop            | 2       | 1988 e 2012      |      |                           |
| Mixto            | 2       | 2009 e 2022      |      |                           |
| Chapada          | 1       | 2025             | 2    | 2014 e 2019               |
| Mato Grosso      | 1       | 2008             | 1    | 2011                      |
| Sorriso          | 1       | 2013             | 1    | 1991                      |
| Sport Sinop      | 1       | 2021             | 1    | 2024                      |
| EC Tubarão       | 1       | 1987             |      |                           |
| Vila Aurora      | 1       | 1989             |      |                           |
| Juventude        | 1       | 1990             |      |                           |
| Alta Floresta    | 1       | 1991             |      |                           |
| Nova Xavantina   | 1       | 2010             |      |                           |
| Campoverdense    | 1       | 2011             |      |                           |
| Dom Bosco        | 1       | 2014             |      |                           |
| Nova Mutum       | 1       | 2019             |      |                           |
| Ação             | 1       | 2020             |      |                           |
| Primavera        | 1       | 2023             |      |                           |
| Cáceres          | 1       | 2024             |      |                           |
| Cacerense        |         |                  | 2    | 2012 e 2022               |
| Araguaia         |         |                  | 2    | 2015 e 2023               |
| Grêmio Jaciara   |         |                  | 1    | 1987                      |
| Internacional    |         |                  | 1    | 1988                      |
| União Garimpeira |         |                  | 1    | 1989                      |
| Presidente       |         |                  | 1    | 1990                      |
| Cáceres          |         |                  | 1    | 2008                      |
| Cuiabá           |         |                  | 1    | 2009                      |
| Rondonópolis     |         |                  | 1    | 2010                      |
| CEOV             |         |                  | 1    | 2013                      |
| Juara            |         |                  | 1    | 2018                      |
| Grêmio Sorriso   |         |                  | 1    | 2020                      |
| Academia         |         |                  | 1    | 2021                      |